# Josh Doctson
Josh Doctson (geboren am 3. Dezember 1992 in Birmingham, Alabama) ist ein ehemaliger US-amerikanischer American-Football-Spieler auf der Position des Wide Receivers. Er spielte College Football für die University of Wyoming und die Texas Christian University und wurde im NFL Draft 2016 in der ersten Runde von den Washington Redskins ausgewählt. Anschließend stand er in der National Football League (NFL) bei den Minnesota Vikings und den New York Jets unter Vertrag.

## College
Doctson ging in Mansfield, Texas, auf die Highschool. Danach besuchte er die University of Wyoming. In seinem ersten Jahr für die Wyoming Cowboys erzielte Doctson bei 35 gefangenen Pässen 393 Yards Raumgewinn und fing fünf Touchdowns. Nach seiner ersten Saison entschloss er sich, auf die Texas Christian University zu wechseln, um näher bei seiner Familie zu sein. Gemäß den Regeln der National Collegiate Athletic Association (NCAA) musste Doctson ein Jahr aussetzen, bevor er für die TCU antreten durfte.
Von 2013 bis 2015 spielte Doctson Football am College für die TCU Horned Frogs in der NCAA Division I FBS. In den drei Jahren kam er auf 179 gefangene Pässe und 2.784 Yards Raumgewinn sowie 29 geworfene Touchdowns.

## NFL

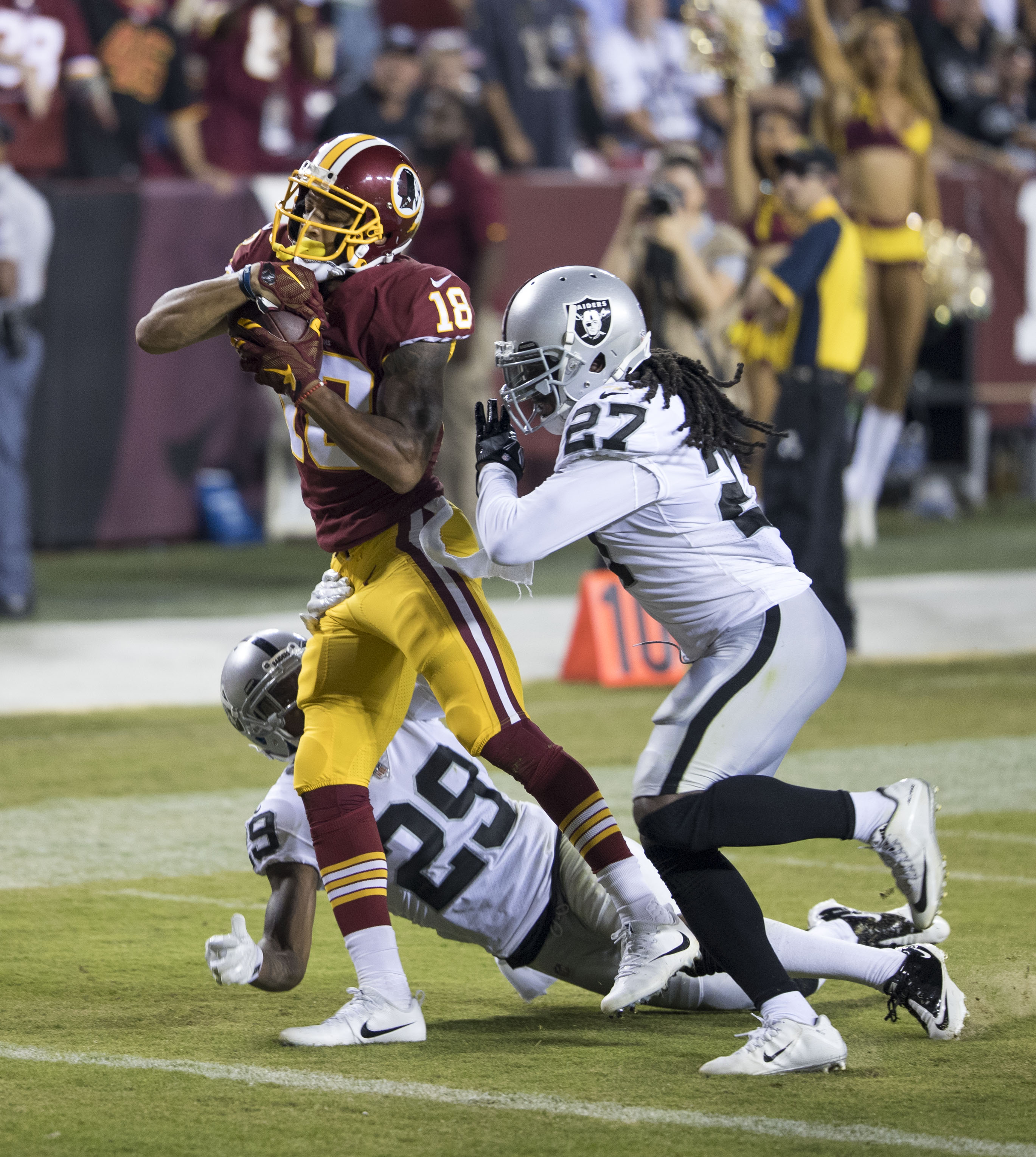
Doctson bei seinem ersten Touchdown gegen die Oakland Raiders

Im NFL Draft 2016 wurde Doctson von den Washington Redskins in der ersten Runde an 22. Stelle ausgewählt. In seinem ersten Jahr fiel Doctson wegen einer Verletzung an der Achillessehne für den Großteil der Saison aus. Sein erster Touchdown in der NFL gelang ihm in der dritten Woche der Saison 2017 gegen die Oakland Raiders. In der Folge konnte Doctson 2017 und 2018 nicht von sich überzeugen, sodass ihn die Redskins nach drei Saisons entließen.
Zur Saison 2019 nahmen ihn die Minnesota Vikings für ein Jahr unter Vertrag. Am 12. September setzten ihn die Vikings auf die Injured Reserve List. Seinen einzigen Einsatz bei den Vikings hatte er in Woche 11 gegen die Denver Broncos. Er stand bei sieben Snaps auf dem Feld, verzeichnete aber keinen Catch. In der darauffolgenden spielfreien Woche der Vikings wurde Doctson entlassen.
Am 22. Februar 2020 nahmen die New York Jets Doctson unter Vertrag. Im August 2020 entschied sich Doctson, die Saison 2020 wegen der COVID-19-Pandemie in den Vereinigten Staaten auszusetzen. Stattdessen ging er auf eine humanitäre Mission in Afrika. Im Mai 2021 entließen die Jets Doctson. Am 3. September 2021 nahmen die Arizona Cardinals Doctson für ihren Practice Squad unter Vertrag, entließen ihn aber nach dem fünften Spieltag wieder, ohne dass er zum Einsatz gekommen war.

### NFL-Statistiken
| Saison          | Team                | GP | GS | Rec | Yds  | Avg  | Lng | TD |
| --------------- | ------------------- | -- | -- | --- | ---- | ---- | --- | -- |
| 2016            | Washington Redskins | 2  | 0  | 2   | 66   | 33,0 | 57  | 0  |
| 2017            | Washington Redskins | 16 | 14 | 35  | 502  | 14,3 | 52T | 6  |
| 2018            | Washington Redskins | 15 | 12 | 44  | 532  | 12,1 | 32  | 2  |
| 2019            | Minnesota Vikings   | 1  | 0  | 0   | 0    | 0,0  | 0   | 0  |
| Total           | Total               | 34 | 26 | 81  | 1100 | 13,3 | 57  | 8  |
| Quelle: NFL.com |                     |    |    |     |      |      |     |    |